# Cottun
Cottun är en kommun i departementet Calvados i regionen Normandie i norra Frankrike. Kommunen ligger i kantonen Bayeux som ligger i arrondissementet Bayeux. År 2022 hade Cottun 232 invånare.

## Befolkningsutveckling
Antalet invånare i kommunen Cottun
Referens: INSEE